# Anke Kühn

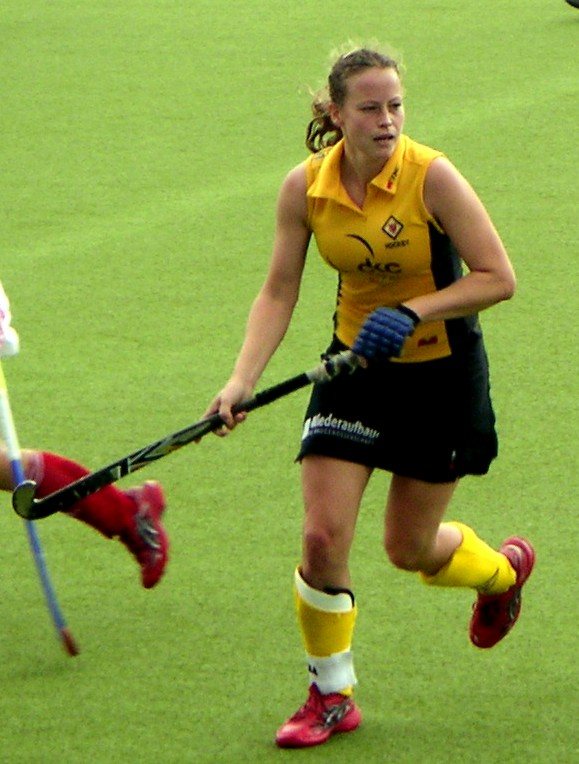
Anke Kühne

Anke Kühne (geborene Kühn) (* 28. Februar 1981 in Hannover) ist eine deutsche Hockeynationalspielerin.

## Karriere
Kühne begann ihre Karriere beim TSV Engensen zusammen mit Kerstin Hoyer, die ebenfalls Hockeynationalspielerin war, und spielte dort von 1985 bis 1991. Danach wechselte sie zum Hockey-Club Hannover und blieb dort von 1991 bis 1992. Anschließend war sie von 1992 bis 1997 beim DTV Hannover. Seit 1997 ist Kühne für Eintracht Braunschweig aktiv und spielt dort lange in der 1. Bundesliga. In der Saison 2008/09 stieg Eintracht Braunschweig allerdings in die zweite Liga ab und stieg erst zur Saison 2013/14 wieder auf.
Ihr erstes Länderspiel bestritt sie am 16. Mai 2003 beim 4:2-Sieg der deutschen Nationalmannschaft gegen Aserbaidschan. Im gleichen Jahr gewann sie mit der Nationalmannschaft bei der Hockey-Europameisterschaft in Barcelona die Bronzemedaille.
Ihren größten Erfolg feierte Kühne bei den Olympischen Spielen 2004 in Athen. Dort wurde sie mit der Nationalmannschaft überraschend Olympiasiegerin. Kühne schoss im Finale gegen die Niederlande in der 6. Minute per kurze Ecke das 1:0. Am 25. August 2007 wurde sie mit der Hockeynationalmannschaft Europameisterin bei der Feldhockey-Europameisterschaft 2007 in Manchester (England).
Bei den Olympischen Spielen 2008 in Peking stand Kühne erneut im Kader der Hockeydamen, die deutsche Mannschaft belegte den vierten Platz. Anke Kühne erzielte dabei (zusammen mit Teamkollegin Fanny Rinne) mit einem Feldtor und zwei Strafecken die meisten Treffer des deutschen Teams. Unter anderem gelang ihr der einzige deutsche Treffer im entscheidenden Spiel um Platz 3 gegen Argentinien.
Sie ist examinierte Lehrerin, hatte sich im Rahmen der Vorbereitungen für die Olympischen Spiele in Peking aber im Frühjahr 2007 für 24 Monate als Zeitsoldatin verpflichtet. Seit September 2009 übt sie ihren erlernten Beruf als Grundschullehrerin aus.
Im Juli 2010 heiratete sie ihren Freund, den Ruderer Tobias Kühne, der ebenfalls 2004 an den Olympischen Spielen in Athen teilgenommen hatte und dort den 6. Platz im Zweier ohne Steuermann erreichte.